# Skansberget i Hyltinge
Skansberget är en fornborg i Hyltinge socken i Flens kommun i Södermanland. Den är belägen på ett sluttande berg och avgränsas av branta sluttningar, stup och en stenvall. Borgen är 230 gånger 195 meter och nästan helt rund. I norr och sydost finns rester av stenvallar. Den norra vallen är halvcirkelformad, 180 meter lång, 2–6 meter bred och 0,3–1,7 meter hög. Den sydöstra vallen är 110 meter lång, 1,5–6 meter bred och 0,2–1,5 meter hög. Det finns tre ingångar till borgen. 
I närheten ligger en annan fornborg, Lilla skansberget.   